# Дервиш Ероглу
Д-р Дервиш Ероглу (на турски: Derviş Eroğlu) е кипърски политик и 3-ти президент е на признатата само от Турция Севернокипърска турска република от 23 април 2010 г. до 30 април 2015 г..
Бил е министър-председател на страната през периодите 1985 – 1993, 1996 – 2004 и 2009 – 2010 г. Бил е и лидер на консервативната Партия на националното единство в периодите 1983 – 2006 г. и 29 ноември 2008 – 23 април 2010 г.

## Биография
Роден е през 1938 г. в село Ергази, близо до Фамагуста. Завършва медицинското си образованието в Истанбулския университет в Турция.